# Jančar (otok)
Koordinati:   43°43′11″N, 15°25′50″E
Jančar je nenaseljen otoček v Jadranskem morju. Pripada Hrvaški
Jančar leži v Narodnem parku Kornati okoli 1 km južno od Ravnega Žakana in le nekaj deset metrov zahodno od Kamenega Žakana. Njegova površina je 0,058 km², dolžina obale meri 0,97 km. Najvišji vrh je visok 20 mnm.